# Leopoldo Del Re
Leopoldo Del Re (Cantalupo nel Sannio, 29 luglio 1804 – Napoli, 3 dicembre 1872) è stato un astronomo italiano.

## Biografia
Fece gli studi medi a Napoli come alunno esterno del Real Liceo del Salvatore e poi quelli universitari alla Regia Università degli Studi con lodevole profitto nella fisica e nelle matematiche. Nel 1820 ottenne un posto di allievo presso l'Osservatorio Astronomico di Capodimonte in Napoli e nel 1833 venne nominato assistente di Ernesto Capocci, l'allora Direttore dell'Osservatorio di Capodimonte. Nel 1850 il Leopoldo Del Re viene nominato Direttore dell'Osservatorio Astronomico di Capodimonte e nei dieci anni successivi alla nomina porteranno la sua firma le scoperte astronomiche più importanti dell'istituto, tra i quali si evidenziano quella dell'asteroide Parthenope (1850) e la comunicazione relativa alla cometa di Klinkerfues (1853). Nel 1860 il Del Re, dopo aspre vicissitudini legate all'avvicendarsi del neo Regno d'Italia, venne collocato in pensione.

## Pubblicazioni
Tra le tante pubblicazioni di Leopoldo Del Re qui si annoverano:
- nel 1832 - "Osservazioni sul passaggio di Mercurio sul disco solare il 05.05.1832";
- nel 1832 - "Osservazioni sulla cometa di Biela nel suo ritorno nel 1832";
- nel 1842 - "Notizie sulle carte celesti di Berlino" in Rendiconti Acc. di Napoli pag. 63;
- nel 1843 - "Relazione di una gita in Catania durante l'eruzione del dicembre del 1842 per eseguirvi alcune magnetiche osservazioni"

Leopoldo Del Re tradusse pure in italiano le "Prelezioni di meteorologia" del tedesco Rametz.
L'Amministrazione Provinciale di Isernia intitolava all'illustre scienziato l'Osservatorio Astronomico Provinciale di San Pietro Avellana (IS).